# George Henry Roberts
Pour les articles homonymes, voir George Roberts et Roberts.
George Henry Roberts (27 juillet 1868 - 25 avril 1928) est un homme politique du parti travailliste qui a changé de parti deux fois.

## Biographie
Il est né le 27 juillet 1868.
Aux élections générales de 1906, il est élu député de Norwich. Il est ministre dans le gouvernement de coalition David Lloyd George en tant que secrétaire parlementaire du Board of Trade de 1916 à 1917, ministre du Travail de 1917 à 1919 et ministre du Contrôle des aliments de 1919 à 1920. Il est nommé conseiller privé en 1917.
Roberts se présente en 1918 comme candidat de la coalition travailliste, contre le candidat officiel du parti travailliste. Après avoir quitté ses fonctions en 1920, Roberts reprend son poste de directeur de l'entreprise qu'il avait quittée à son entrée au Parlement en 1906. Il siège sur les banquettes arrière et, en tant qu'indépendant, conserve son siège aux élections de 1922 mais le perd en tant que candidat conservateur en 1923. Roberts passe le reste de sa carrière dans l'industrie de la betterave à sucre.
Il meurt le 25 avril 1928.